# Ortigosa de Cameros
Ortigosa de Cameros es un municipio de la comunidad autónoma de La Rioja (España), situado en la comarca del Camero Nuevo. Su actividad económica se basa, principalmente, en la ganadería, la explotación forestal, la industria maderera y el turismo rural. Su patrona es la Virgen del Carmen, cuya fiesta se celebra el 16 de julio.

## Toponimia
El origen de su nombre proviene del término latino urtica, que significa ortiga.

## Historia
En su territorio hubo asentamientos prehistóricos, como lo demuestran las cuevas exploradas de La Paz y de La Viña, donde se encontraron restos de lanzas, sílex y otros útiles prehistóricos. Las cuevas están situadas en el macizo del Encinedo, a 1073 metros de altitud.
Según la tradición, los vecinos de esta localidad participaron en la famosa Batalla de Clavijo, conocida porque en ella participó, según la leyenda, el apóstol Santiago Matamoros sobre un caballo blanco, unido al ejército de Ramiro I contra las tropas musulmanas de Abderramán II.
Fue uno de los tres pueblos, junto a Lumbreras y Villoslada de Cameros, que el rey Enrique II de Castilla donó a don Pedro Manrique de Lara por abandonar la causa del rey Pedro I el Cruel y pasarse a su bando en 1366 en la primera guerra civil castellana
En 1482 los Condes de Treviño reciben de manos de los Reyes Católicos el título de Duques de Nájera, pasando Ortigosa a depender de este ducado, hasta que en 1781 se constituye en villa realenga.
Durante la Edad Moderna, Ortigosa posee un periodo de esplendor debido a la Mesta y la explotación de la lana del ganado. Los paños fabricados en el siglo XVIII eran consumidos por los vecinos de las localidades y abastecían a las tropas reales o bien se exportaban al resto de la Península. Debido a ello, en 1733,  Felipe V eximió de levas y quintas a los pañeros y pastores de Laguna de Cameros, Lumbreras, Pradillo y Ortigosa de Cameros.
Tuvo por aldea a El Rasillo de Cameros hasta que en 1817 Fernando VII la declaró villa, y a Peñaloscintos, a 2 kilómetros del núcleo urbano, y que continúa bajo su dependencia.
En 1845 se produce en el pueblo el arresto de Martín de Zurbano, un guerrillero muy destacado durante la Guerra de Independencia que había realizado un pronunciamiento en la ciudad de Nájera en contra del gobierno de Narváez.
El 18 de septiembre de 1932 se colocó la primera piedra del pantano González Lacasa, con la presencia del Presidente de la República Niceto Alcalá Zamora y de Indalecio Prieto, con lo que las mejores tierras cultivables desaparecieron. De todas formas, durante la posguerra se observó una tendencia creciente del Valle del Iregua debido a la regulación de las aguas del embalse.
De esta localidad era natural Ricardo Izurieta Torres, padre del general chileno Óscar Izurieta Molina y abuelo del comandante en jefe del Ejército Chileno Ricardo Izurieta.

## Demografía
A 1 de enero de 2010 la población del municipio ascendía a 287 habitantes, 167 hombres y 120 mujeres.
| Gráfica de evolución demográfica de Ortigosa de Cameros (municipio) entre 1857 y 2011 |
| |
| Población de derecho (1857-1897) según los censos de población del INE del siglo XIX. Población de derecho (1900-1991) o población residente (2001) según los censos de población del INE. Población según el padrón municipal de 2011 del INE. |

### Población por núcleos
| Núcleos             | Habitantes (2000) | Habitantes (2011) |
| ------------------- | ----------------- | ----------------- |
| Ortigosa de Cameros | 289               | 254               |
| Peñaloscintos       | 27                | 28                |

## Administración
| Periodo   | Nombre                                    | Partido        |
| --------- | ----------------------------------------- | -------------- |
| 1979-1983 | Enrique Sáez de la Merced                 | UCD            |
| 1983-1987 | Carlos González Ortega                    | PRP            |
| 1987-1991 | Mª Asunción Beamonte San Agustín          | Independientes |
| 1991-1995 | Lucilio Noval Martínez                    | PSOE           |
| 1995-1999 | Carlos González Ortega                    | PP             |
| 1999-2003 | Lucilio Noval Martínez                    | PSOE           |
| 2003-2007 | Lucilio Noval Martínez                    | PSOE           |
| 2007-2011 | Óscar Noval Martínez                      | PP             |
| 2011-2015 | Elías Cabrera Aragón                      | PP             |
| 2015-2019 | Carlos González Ortega                    | Independientes |
| 2019-2023 | Daniel Maza Ruiz / Víctor Martínez Crespo | PP             |

## Patrimonio

### Arquitectura religiosa

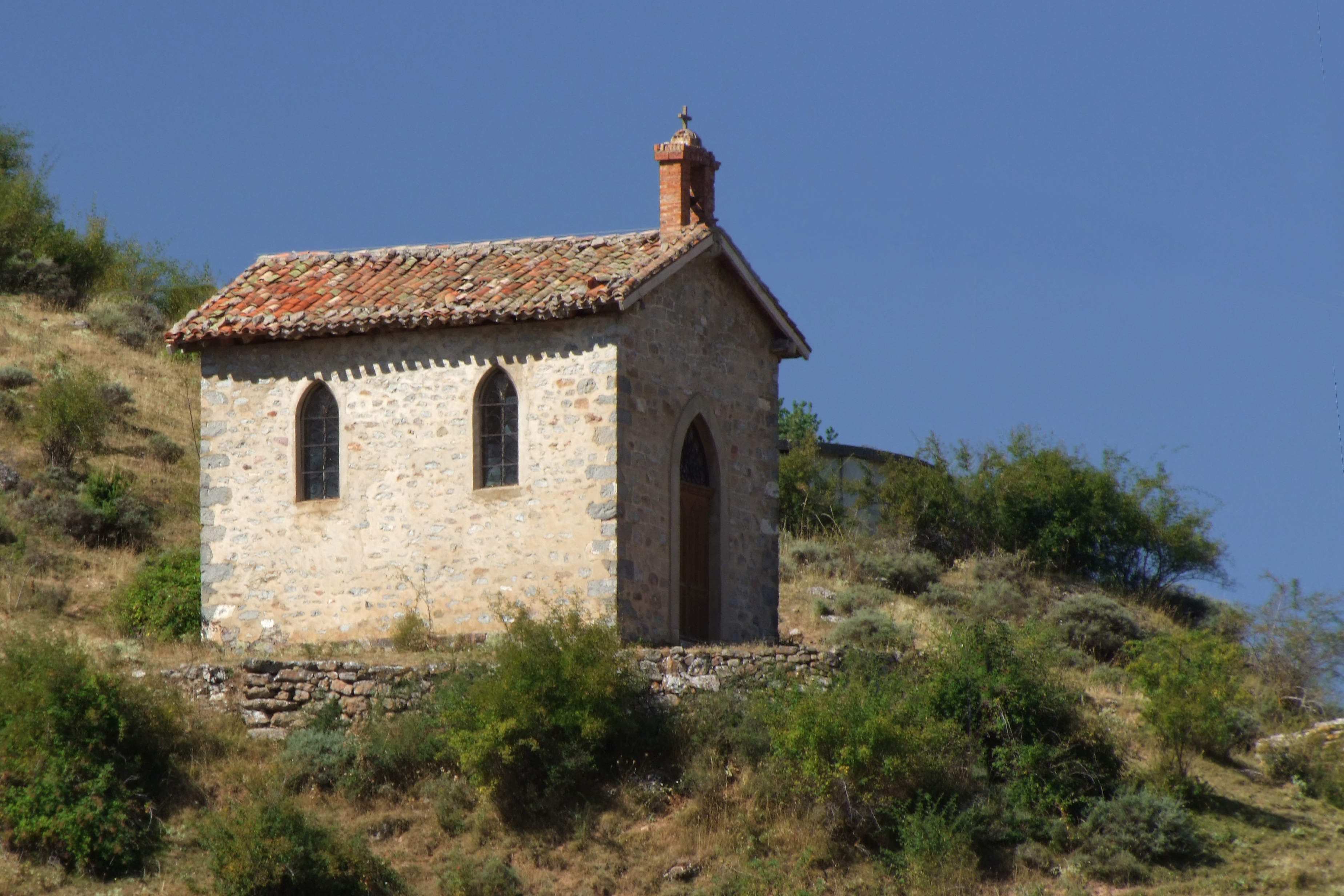
Ermita de San Felices

- Iglesia de San Martín: data del siglo XVI, está edificada en mampostería y sillería, consta de dos naves y tres tramos, y está cubierta en su mayor parte por crucería de terceletes. Destaca su retablo mayor, de estilo rococó.
- Iglesia de San Miguel: está situada a la entrada del pueblo. Data del siglo XVI.
- Ermita de Santa Lucía: fue construida entre los siglos XVI y XVII, sobre una ermita anterior.
- Ermita de San Felices: es de planta rectangular, de mampostería. Fue reconstruida en el siglo XX.

### Arquitectura civil

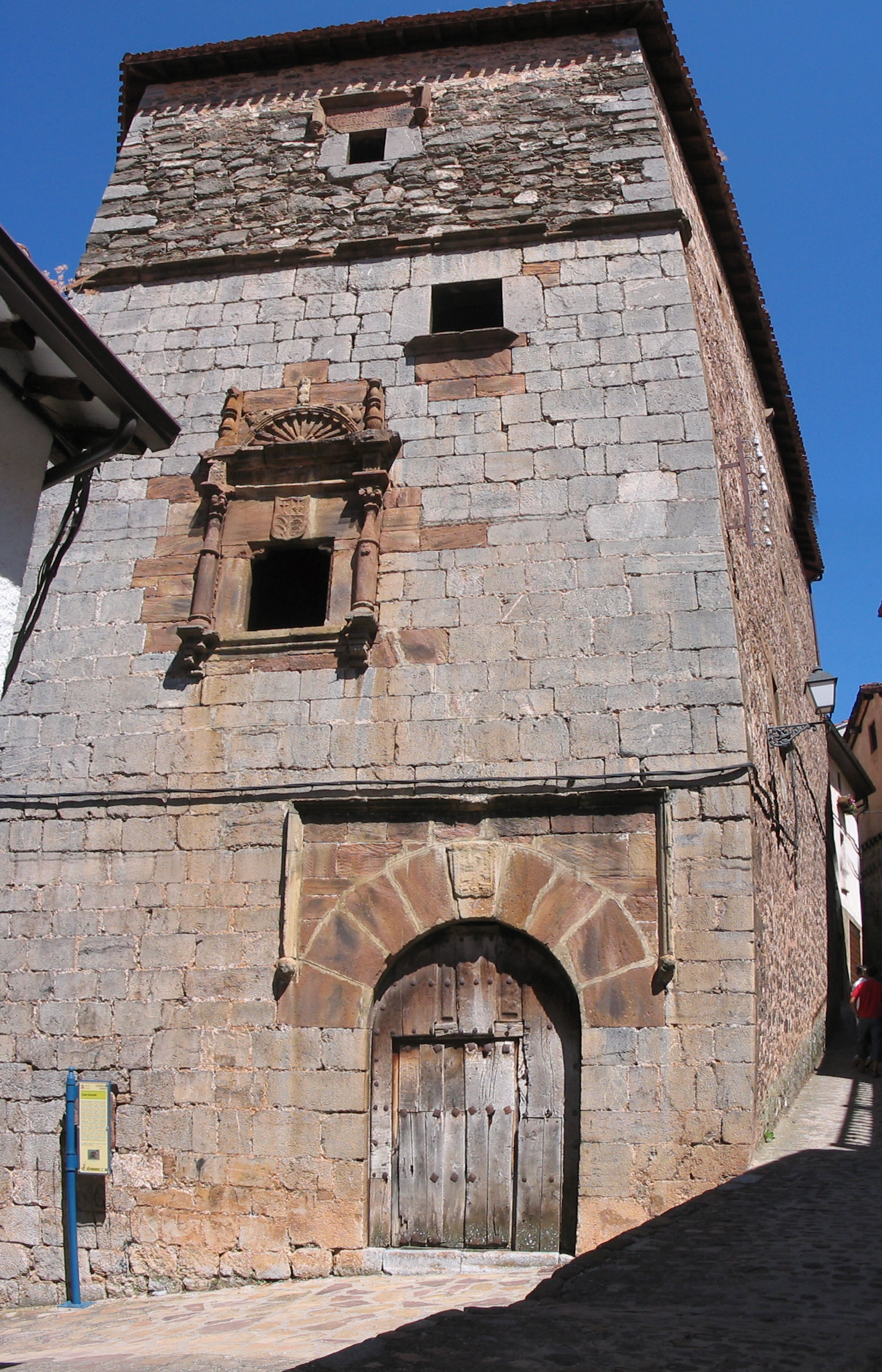
Casa Grande (ca. 1530)

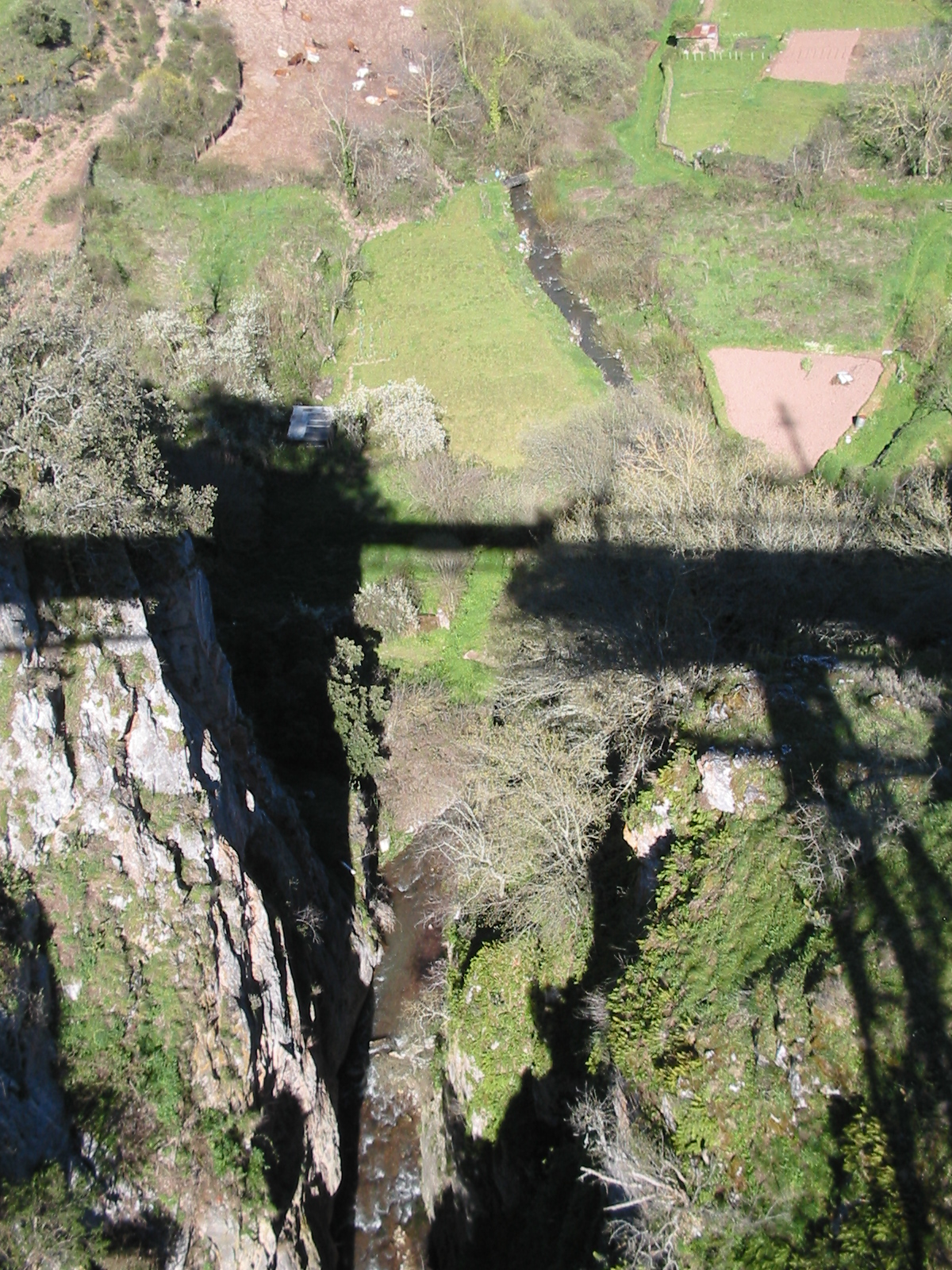
Vista del Alberco desde el Puente de Hierro

- Casa Grande: construcción de planta pentagonal, que comenzó a construirse en 1530 por mediación de Martín García de Brieva, un rico terrateniente y ganadero. Es un edificio singular debido a las imágenes esculpidas en el mismo, así como las curiosas inscripciones que contiene.
- Puente de Hierro: construido en 1910 con aportaciones de varios descendientes de Ortigosa, une el parque que delimita el pueblo con las grutas de La Paz y La Viña. Salva una altura de 54 metros sobre el río Albercos, y las vistas desde el mismo son sobrecogedoras, no aptas para gente con vértigo.
- Puente de Hormigón: une los barrios de San Miguel y de San Martín. Fue construido en 1923 e inaugurado en 1924. Salva una distancia de 60 metros sobre el río Albercos. Es una de las imágenes típicas de Ortigosa.

## Fiestas y romerías
- Fiestas de la Virgen del Carmen: Es la patrona de Ortigosa, por lo que se celebran sus fiestas mayores, que se festejan el 16 de julio.
- Romería a San Felices: Se celebra misa en la ermita de san Felices, conocido como santo casamentero, con reparto de bizcochos, caramelos y moscatel.[5]